# Wilhelm Wiegmann (Politiker)
Friedrich Wilhelm Wiegmann (geboren 2. Dezember 1864 in Evesen; gestorben 18. November 1929 in Bückeburg) war ein deutscher Lehrer, Schulleiter und Heimatforscher sowie Abgeordneter und Landtagspräsident des Schaumburg-Lippischen Landtages.

## Leben

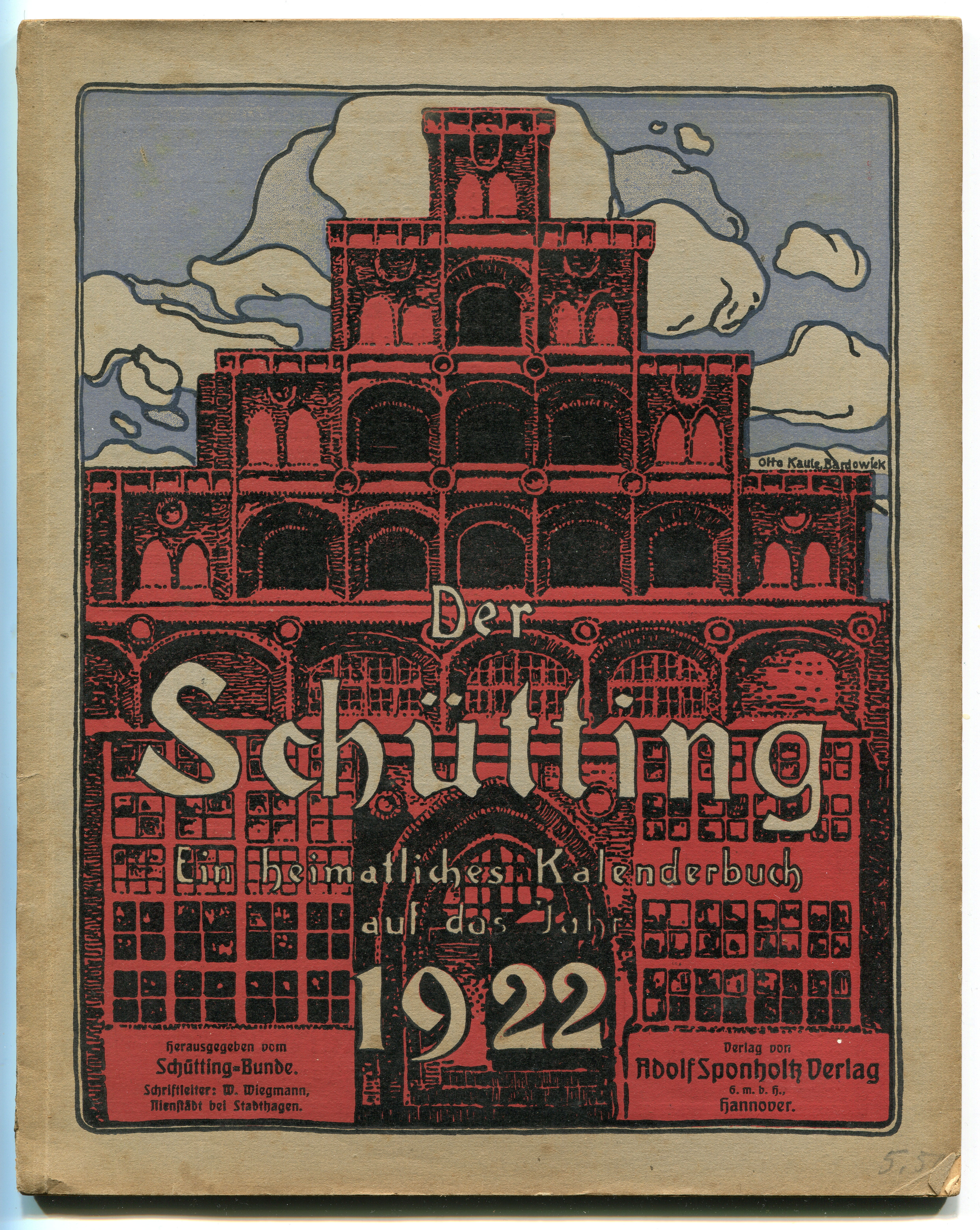
Titelblatt Der Schütting von 1922 unter der Schriftleitung von „W. Wiegmann, Nienstädt bei Stadthagen“;
Grafik: Otto Kaule; Verlag Adolf Sponholtz

Wiegmann war der Sohn eines Webers. Er besuchte das Gymnasium Adolfinum und das Lehrerseminar in Bückeburg.
1885 wurde er Hauslehrer „auf“ Fürstlich Gutow bei Grevesmühlen im Herzogtum Mecklenburg. 1885 bis 1887 war er Hilfslehrer an der Aueschule in Finkenwerder bei Hamburg, bevor er 1887 zur Tätigkeit zunächst als Hilfslehrer in Scheie in den Schaumburg-Lippischen Staatsdienst übernommen wurde. Nach seiner Versetzung 1893 nach Steinhude übernahm er als einziger Lehrer in Nienstädt die dortige fünfklassige Schule. Nach deren Erweiterung, während er 1897 zudem als zweiter Lehrer in Großenheidorn arbeitete, wurde er zum Hauptlehrer der Nienstädter Schule ernannt, in der er bis zu seiner Pensionierung 1929 tätig blieb.
Die Novemberrevolution 1918 führte zum Sturz des Fürsten Adolf II. von Schaumburg-Lippe. Der fürstentreue Wiegmann lehnte die demokratische Ordnung der Weimarer Republik zwar ab, kandidierte jedoch als Unabhängiger und war von 1918 bis 1922 gewähltes Mitglied im Landtag des Freistaates Schaumburg-Lippe, dem er ab 1919 als Präsident vorstand.
Als Heimatforscher war Wiegmann insbesondere als Flurnamensammler aktiv. Ein auf dem kirchlichen Friedhof in Sülbeck erhaltener Grab- oder Gedenkstein trägt die Inschrift
„Fr.-Wilhelm Wiegmann
2.12.1864 – 18.11.1029
Hauptlehrer
zu Nienstädt
Heimatforscher“

## Schriften
- Heimatkunde des Fürstentums Schaumburg-Lippe. Für Schule und Haus, 2. Auflage, Stadthagen, 1912
  - 2., vermehrte und verbesserte Auflage, Reprint der bei Heine in Stadthagen erschienenen Ausgabe von 1912, Hameln: CW Niemeyer, 2005, ISBN 978-3-8271-9145-8 und ISBN 3-8271-9145-9